# 캐논 EOS 70D
캐논 EOS 70D는 캐논이 2013년 8월 발표한 아마추어용 디지털 일안 반사식 카메라이다. 라인업중 위치는 APS-C 중급형이지만, APS-C 상급기인 7D보다 뛰어난 성능을 보여준다. 특히 70D는 캐논의 새로운 AF 기술인 듀얼픽셀 AF가 처음 탑재된 기종이며, 라이브뷰 상에서 스틸 이미지와 동영상 초점에서 현존하는 최고 수준의 성능을 보여주고 있다.

## 60D에 비해 향상된 기능
60D와 비교하여 향상된 기능은 다음과 같다.
- 2020만 화소 CMOS 센서 (60D : 1810만 화소 )
- DIGIC 5+ (60D : DIGIC 4)
- 올 크로스 타입 19 AF (60D : 올 크로스 9 AF)
- 98% 시야율 뷰파인더 0.95 배율 (60D : 96% 시야율, 같은 배율 )
- 초당 7연사(60D : 5.3연사)
- 빌트 인 Wi-Fi(60D : 미탑재)
- 3인치 다각도 터치 스크린 LCD(60D : 터치스크린 미지원)
- 최대 ISO 12,800 (확장 감도 25,600) (60D : 최대 ISO 6,400 (확장 감도 12,800))
- 듀얼 픽셀 CMOS 오토 포커스
- Full HD EOS 무비 기능 지원
- AF 미세 조절 (50D에 탑재되었으나, 60D에서 미지원)
- 다중 노출 모드 (60D 미지원)
- 노출 브라케팅 7 프레임 (60D : 3프레임)
- 1개의 SD/SDHC/SDXC 슬롯 UHS-I 완벽 지원, (60D와 같으나 UHS-I 미지원)

## 같이 보기
- 캐논
- 캐논 EOS
- 캐논 EF 마운트
- 캐논 EF-S 마운트